# Wir werden das Kind schon schaukeln (1952)
Schäm dich, Brigitte (österreichischer Originaltitel) oder Wir werden das Kind schon schaukeln (späterer Titel im deutschen Verleih) ist eine Verwechslungskomödie aus dem Jahr 1952 mit Heinz Rühmann, Theo Lingen und Hans Moser in den Hauptrollen. Regie führte E. W. Emo. Der Spielfilm basiert auf dem Bühnenstück Bubusch von Gábor von Vaszary. Es ist die zweite deutsche Verfilmung des Bühnenstücks. Die erste drehte Paul Martin 1943 unter dem Titel Geliebter Schatz.

## Handlung
Ausgangspunkt der Handlung ist ein von Mathematiklehrer Karl Stieglitz bei Brigitte Schneider, der Tochter von Felix Schneider, entdeckter Liebesbrief. Voller moralischer Entrüstung Aufklärung verlangend, sucht dieser die Familie auf. Brigitte nötigt das Dienstmädchen, sich als ihre Mutter auszugeben. Den Brief lässt der Professor irrtümlich bei den Sachen von Schneider liegen, sodass ihn später dessen Ehefrau findet und wegen des Inhalts ihrem Mann eine Geliebte unterstellt. Schneiders Schwiegermutter rät unbeirrbar zur sofortigen Trennung. Gemeinsam mit Paul Fellmeyer kommt Schneider zu dem Entschluss, eine in Wirklichkeit nicht vorhandene „Geliebte“ zu engagieren und der Gattin zu präsentieren, um zu zeigen, dass es die Sache augenscheinlich nicht wert war.
Aufgrund weiterer Verwechselungen und Verirrungen erscheinen schließlich jedoch zwei vermeintliche Geliebte, wodurch nunmehr nicht nur Paul Fellmeyer in den Verdacht einer zusätzlichen Liaison gerät, sondern auch der Schwiegermutter dieses als unumstößlicher Beweis für Felix Schneiders Liederlichkeit und Lasterhaftigkeit gereicht; die Trennung wird besiegelt.
Den Höhepunkt erreicht das komödiantische Treiben in der Szene zur Lösung einer Mathematikaufgabe jeweils durch Schneider und Fellmeyer, die sie, kräftig alkoholisch angeheitert, je auf eine Seite einer Doppeltür schreiben; die Ergebnisse können unterschiedlicher nicht sein. Mit Blick auf das Erstellungsdatum des Briefes stellt sich am Ende endlich die Unschuld Felix Schneiders heraus und zugleich wird auch dessen Schwiegermutter zu ihrer „Schmach“ als die Urheberin des Briefes enttarnt.

## Produktion
Der Film entstand im Filmatelier Schönbrunn, die Außenaufnahmen erfolgten in Wien. Den Verleih besorgte die Gloria Filmverleih GmbH, Berlin-West. Die Uraufführung fand am 5. September 1952 im Walhalla in Wiesbaden statt.

## Sonstiges
Bei dem Wagen, welchen Dr. Schneider in dem Film fährt, handelt es sich um einen Opel Kapitän, Modelljahr 1951 bis 1953.

## Kritik
- Adolf Heinzlmeier und Berndt Schulz urteilten in ihrem Lexikon „Filme im Fernsehen“ (1990): "(...) Starvehikel für drei Galakomödianten des Kintopps; (...) frech und witzig, ohne Plumpheit gespielt (...)." (Wertung: 2 von 4 möglichen Sternen = durchschnittlich)[2]
- Cinema.de bewertete den Film als „nette Moralposse mit Staubschicht“.[3]